# Кировка (Грузия)
Кировка (груз. კიროვკა, азерб. Kirovka) или Мамей (груз. მამეი, азерб. Mamey) — село Марнеульского муниципалитета, края Квемо-Картли республики Грузия с 98 %-ным азербайджанским населением. Находится на юге Грузии, на территории исторической области Борчалы.

## Население
По данным Государственного статистического комитета Грузии, согласно официальной переписи 2002 года, численность населения села Кировка составляет 706 человека и на 98 % состоит из азербайджанцев.
Согласно официальной переписи населения 2014 года население села составило 663 человек.

## Экономика
Население в основном занимается сельским хозяйством, овцеводством, скотоводством и овощеводством.

## Достопримечательности
- Мечеть имени Имама Гусейна[5], ахунд мечети - хаджи Миргусейн Асадов.[6]
- Средняя школа[7]